# Kinnosuke Yorozuya
Kinnosuke Yorozuya (in Giapponese 萬屋錦之介), vero nome Kin'ichi Ogawa (Tokyo, 20 novembre 1932 – Kashiwa, 10 marzo 1997) è stato un attore giapponese, noto al pubblico italiano per avere ricoperto nella serie tv dedicata, il ruolo del rōnin Ittō Ogami (拝 一刀?) che con il figlioletto Daigoro girovagava nel Giappone del XVII secolo.
Nato Kin'ichi Ogawa (小川 錦一?, Ogawa Kin'ichi), figlio dell'attore di kabuki Tokizō Nakamura III, entrò nel kabuki e divenne il primo nella tradizione kabuki a prendere il nome di Kinnosuke Nakamura. Ha cambiato il suo cognome in Yorozuya nel 1971.
Oltre alla sua attività di kabuki, Yoroyuza ha avuto una lunga carriera cinematografica. Fu uno specialista del jidaigeki, apparendo in oltre 140 film, il più celebre dei quali è stato Morte di un maestro del tè (vincitore del leone d'argento alla Mostra internazionale d'arte cinematografica di Venezia, nel 1989).
Suo fratello minore Katsuo Nakamura e suo nipote Shido Nakamura sono attualmente attivi nel kabuki, in televisione e anche al cinema (Shido ha interpretato il tenente Ito nel film Lettere da Iwo Jima).
L'ultimo periodo della sua vita fu reso molto difficile a causa di problemi di salute (Miastenia gravis e tumore laringeo, le cui complicanze lo porteranno alla morte nel 1997) e alla morte di un figlio a causa di un incidente motociclistico.

## Carriera
Suo padre, specializzato in ruoli da onnagata (in cui un uomo interpreta una donna, a causa del divieto di partecipare a tali rappresentazioni alle donne) lo fece esordire nel 1936. Poiché era quartogenito e troppo alto per fare l'onnagata, decise di darsi all'industria cinematografica.
Nel 1954 iniziò a lavorare per il cinema e in breve tempo divenne uno dei principali interpreti dei film della casa di produzioni Toei. Uno dei ruoli più famosi fu quello di Miyamoto Musashi, celebre guerriero giapponese realmente esistito.
La gente cominciò a riferirsi a lui con il soprannome "Kin chan" (錦ちゃん), incise anche un paio di canzoni.

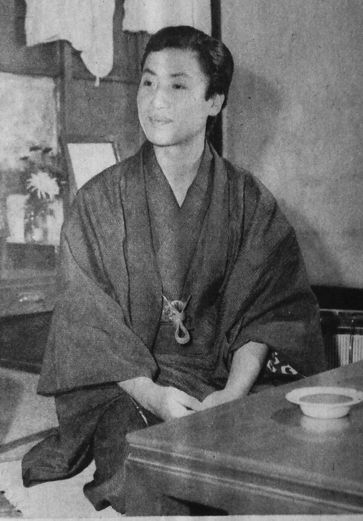
Kinnosuke nel 1954

A partire dalla seconda metà degli anni 50, il genere jidaigeki cominciò a spostarsi dal cinema alla televisione e Kinnosuke comprese che questo gli avrebbe dato maggiore popolarità. Nel 1966 lasciò la Toei per contrasti con la dirigenza e nel 1968 fondò la "Nakamura Production", che però in seguito non ebbe la fortuna sperata.
Nel 1982 vinse il premio Makino Shozo.
Nel 1982 la Nakamura Production fece bancarotta e gli lasciò molti debiti. Nello stesso anno, durante una rappresentazione kabuki, cadde sul palcoscenico e durante il ricovero gli venne diagnosticato un timoma, responsabile della miastenia gravis.
In seguito ad intervento chirurgico, nel 1983 si riprese completamente.
Nel 1990 morì, a causa di un incidente stradale, uno dei suoi figli. Nello stesso anno ebbe un'abrasione corneale all'occhio destro.
Nel 1996 ricevette un premio dall'agenzia per gli affari culturali per la sua lunga attività artistica. Poiché gli fu diagnosticato un cancro alla laringe dovette interrompere le sue partecipazioni televisive, l'NHK decise allora di eliminare il suo personaggio anziché sostituirlo.
Il 10 marzo 1997 morì al centro oncologico di Kashiwa, a causa della polmonite insorta mentre era in cura per il tumore.

### Vita privata
Si sposò tre volte: la prima moglie fu Ineko Arima dal 1961 al 1965, la seconda Keiko Awaji dal 1966 al 1987, infine Katsuko Ogawa dal 1990 al 1997. Ebbe due figli suoi e due da un precedente matrimonio della seconda moglie.

## Curiosità
Chi lo ha conosciuto di persona lo descrive come un perfezionista: poiché il personaggio di Ittō Ogami usava un tipo di katana chiamata dōtanuki, Kinnosuke iniziò a collezionare questo tipo di spade fino a possederne centinaia.
Era anche appassionato di chiaroveggenza.
Una delle sue mogli, Ineko Arima, sosteneva che fosse molto influenzato dalla madre.

## Filmografia parziale
- Morte di un maestro del tè (Sen no Rikyū) (1989) Urakusai Oda
- Kozure Ōkami: namida ito (1986) Ittō Ogami
- Saigo no bakuto (1985) sé stesso
- Kozure Ōkami: osanago no me (1985) Ittō Ogami
- Tori ni tsubasa kemono ni kiba (1984) Ittō Ogami
- Fugitive Samurai (1984) Ittō Ogami
- Kita kara minami nishi kara higashi (1983) Ittō Ogami
- Seishun no mon: Jiritsu hen (1982) Eiji Niki
- Shikake-nin Baian (1981) Baian Fujieda
- Sorekara no Musashi (1981)
- Tokugawa ichizoku no houkai (1980) Matsudaira Katamori (Lord of Aizu)
- Sanada Yukimura no bouryaku (1979)
- Ako-Jo danzetsu (1978) Kuranosuke Ohishi
- Ogin-sama (1978)
- Yagyū ichizoku no inbō (1978) Yagyu Tajima
- Shinken shobu (1971) Musashi Miyamoto
- Tenkan no abarembo (1970) Yataro Iwasaki
- Machibuse (1970) Heima Ibuki
- Bakumatsu (1970) Ryoma Sakamoto
- Shokon ichidai tenka no abarenbo (1970)
- Shinsengumi (1969) Fujita Arima
- Jigokuhen (1969) nobile Hosokawa
- Shirikurae Magoichi (1969) Magoichi Saika
- Goyokin (1969) Samon Fujimaki
- Furin kazan (1969) Shingen Takeda
- Gion matsuri (1968) Shinkichi
- Tange Sazen: Hien iaigiri (1966) Samanosuke/Tange Sazen
- Kutsukake Tokijiro - yukyo ippiki (1966)
- Miyamoto Musashi: Ganryū-jima no kettō (1965) Miyamoto Musashi (Takezo)
- Tokugawa Ieyasu (1965)
- Matatabi san ning yakuza (1965)
- Hana to ryu (1965)
- Same (1964) Same
- Miyamoto Musashi: Ichijoji no ketto (1964) Miyamoto Musashi (Takezo)
- Shark (1964)
- Miyamoto Musashi: Nitoryu kaigen (1963) Miyamoto Musashi (Takezo)
- Bushidō zankoku monogatari (1963) Jirozaemon/Iikura/Sajiemon/Kyutaro/Shuzo/Shingo/Osamu/Susumu
- Otoko ippiki dochuki (1963)
- Sanada fuunroku (1963)
- Seki no yatappe (1963)
- Fuji dōzan-koku monogatari (1963)
- Miyamoto Musashi: Hannyazaka no ketto (1962) Miyamoto Musashi (Takezo)
- Chiisakobe (1962) Shigetsugu
- Mabuta no haha (1962) Banba no Chutaro
- Genji Kurō sassōki: Hiken ageha no chō (1962)
- Sen-hime to Hideyori (1962) Toyotomi Hideyori
- Jirochō to kotengu: nagurikomi kōshūji (1962)
- Hangyakuji (1961)
- Miyamoto Musashi (1961) Miyamoto Musashi (Takezo)
- Akō Rōshi (赤穂浪士 Akō Rōshi) (1961) Wakisaka
- Iyemitsu to Hikoza to isshin yasuke (1961)
- Eddoko bugyo tenka o kiru otoko (1961)
- Eddoko hanseiki (1961)
- Zoku shinran (1960)
- Shinran (film) (1960) Shinran
- Yatarō gasa (1960)
- Tonosama - Yaji kita (1960)
- Mori no Ishimatsu (1960)
- Naniwa no koi no monogatari (1959) Chubei Kameya
- Daibosatsu tōge - Kanketsu-hen (1959)
- Torimono dochu (1959)
- Binan-jo (1959)
- Isshin Tasuke - Tenka no ichidaiji (1958) Isshin Tasuke/Tokugawa Iemitsu
- Daibosatsu tōge - Dai ni bu (1958)
- Kaze to onna to tabigarasu (1958) Ginji
- Ninkyo Tokaido (1958) Onikichi
- Obuzo tengu (1958)
- Shimizu Minato no meibutso otoko: Enshūmori no Ishimatsu (1958)
- Asama no abarenbo (1958)
- Daibosatsu tōge (1957) Uzuki Hyoma
- Yurei-sen (1957)
- Beni kujaku (1955)
- Shinshokoku monogatari, benikujaku dai-ippen: Nachi no kotengu (1954)
- Mangetsu tanuki-bayashi (1954) Mametaro/Gennosuke
- Doku-ganryu Masamune (1942) Date Masamune
- Jishi maru ippei (????)
- Minamoto Yoshitsune (????)

Televisione
- Kanpanī (1996) sé stesso
- Haru no sakamichi (1971)
- Kozure Ōkami (1973-1976) Ittō Ogami
- Hiya-meshi to Osanto-chan (1965) Daishiro Shibayama (episodio 1)/Santa (episodio 2)/Jyukichi (episodio 3)

Produttore
- Sorekara no Musashi (1981)
- Bakumatsu (1970) (produttore associato)

## Premi e riconoscimenti
- Nel 1958 ha vinto come miglior attore in Isshin Tasuke - Tenka no ichidaiji all'Asia-Pacific Film Festival.
- Nel 1959 ha vinto il Most Popular Award dal Blue Ribbon Awards.
- Nel 1964 ha vinto il Blue Ribbon Awards come miglior attore in Bushidô zankoku monogatari.
- Nel 1979 è stato nominato per l'Award of the Japanese Academy come miglior attore in Yagyû ichizoku no inbô.
- Nel 1990 è stato nominato per l'Award of the Japanese Academy per il miglior attore non protagonista in Sen no Rikyu.
- Nel 1996 gli è stato assegnato un Lifetime Achievement Award dall'Awards of the Japanese Academy.
- Nel 1998 gli è stato assegnato uno Special Award dall'Awards of the Japanese Academy per la sua carriera.
- Nel 1998 gli è stato assegnato uno Special Award dal Mainichi Film Concours per la sua carriera.